# Ephippion
Ephippion is een monotypisch geslacht van straalvinnige vissen uit de familie van kogelvissen (Tetraodontidae). Het geslacht is voor het eerst wetenschappelijk beschreven in 1856 door Troschel.

## Soort
- Ephippion guttifer (Bennett, 1831)